# Katalog mgławic Abella
Katalog mgławic Abella – katalog astronomiczny mgławic planetarnych zestawiony przez amerykańskiego astronoma George’a Abella.
George Abell skatalogował mgławice planetarne zaobserwowane na płytach fotograficznych wykonanych podczas przeglądu nieba National Geographic Society – Palomar Observatory Sky Survey (POSS I) przy użyciu 48-calowego teleskopu Schmidta z obserwatorium Palomar. Przegląd ten miał miejsce w latach 1949–1958. Identyfikacją mgławic na płytach fotograficznych wraz z Abellem zajmowali się jego współpracownicy: Albert George Wilson, Rudolph Minkowski oraz Robert G. Harrington. Wstępną listę mgławic planetarnych George Abell opublikował w 1955 roku, zawierała ona 73 pozycje.
Katalog mgławic Abella został opublikowany w 1966 roku. W katalogu tym znalazło się 86 pozycji. Z czasem okazało się jednak, że pięć obiektów z katalogu nie jest mgławicami planetarnymi.

## Wybrane obiekty katalogu mgławic
- Abell 21 – Mgławica Meduza
- Abell 39

## Obiekty skatalogowane błędnie
- Abell 11 – prawdopodobnie mgławica refleksyjna
- Abell 17 – nieistniejący obiekt
- Abell 32 – zapewne defekt naświetlania płyty
- Abell 76 – galaktyka pierścieniowa
- Abell 85 – pozostałość po supernowej